# Courseulles-sur-Mer
Courseulles-sur-Mer ist eine französische Gemeinde mit 4202 Einwohnern (Stand: 1. Januar 2022) im Département Calvados in der Region Normandie. Sie gehört zum Arrondissement Caen und zum Kanton Courseulles-sur-Mer. Die Einwohner werden Courseullais genannt.

## Geografie
Courseulles-sur-Mer liegt unmittelbar am Ärmelkanal, in den hier der Fluss Seulles mündet. Umgeben wird Courseulles-sur-Mer von den Nachbargemeinden Bernières-sur-Mer im Osten, Bény-sur-Mer im Süden, Reviers im Südwesten, Banville im Westen und Graye-sur-Mer im Nordwesten.

## Geschichte
Im elften Jahrhundert wird der Ort als Corcella bzw. corticella (lat. „kleine Domäne“) erwähnt.
Während des Zweiten Weltkriegs wird in der Operation Overlord der sog. Juno Beach den Kanadiern zur Landung zugewiesen. Courseulles liegt im Abschnitt Mike, der von der dritten kanadischen Infanteriedivision am 6. Juni 1944 gestürmt wird.

### Bevölkerungsentwicklung
| Jahr      | 1962 | 1968 | 1975 | 1982 | 1990 | 1999 | 2006 | 2011 |
| Einwohner | 1684 | 1938 | 2538 | 2992 | 3182 | 3886 | 4106 | 4179 |

## Gemeindepartnerschaften
Mit folgenden Gemeinden bestehen Partnerschaften:
- Dartmouth, Devonshire, Vereinigtes Königreich, seit 1977
- Rigaud, Québec, Kanada, seit 1991
- Goldbach, Unterfranken, Bayern, Deutschland, seit 1995

## Infrastruktur
Courseulles-sur-Mer verfügt über einen größeren Yachthafen. Durch die Gemeinde führt die frühere Route nationale 814. Der Bahnhof der Chemins de fer du Calvados ist stillgelegt, im ehemaligen Bahnhofsgebäude befindet sich heute ein Kino.

## Kultur und Sehenswürdigkeiten

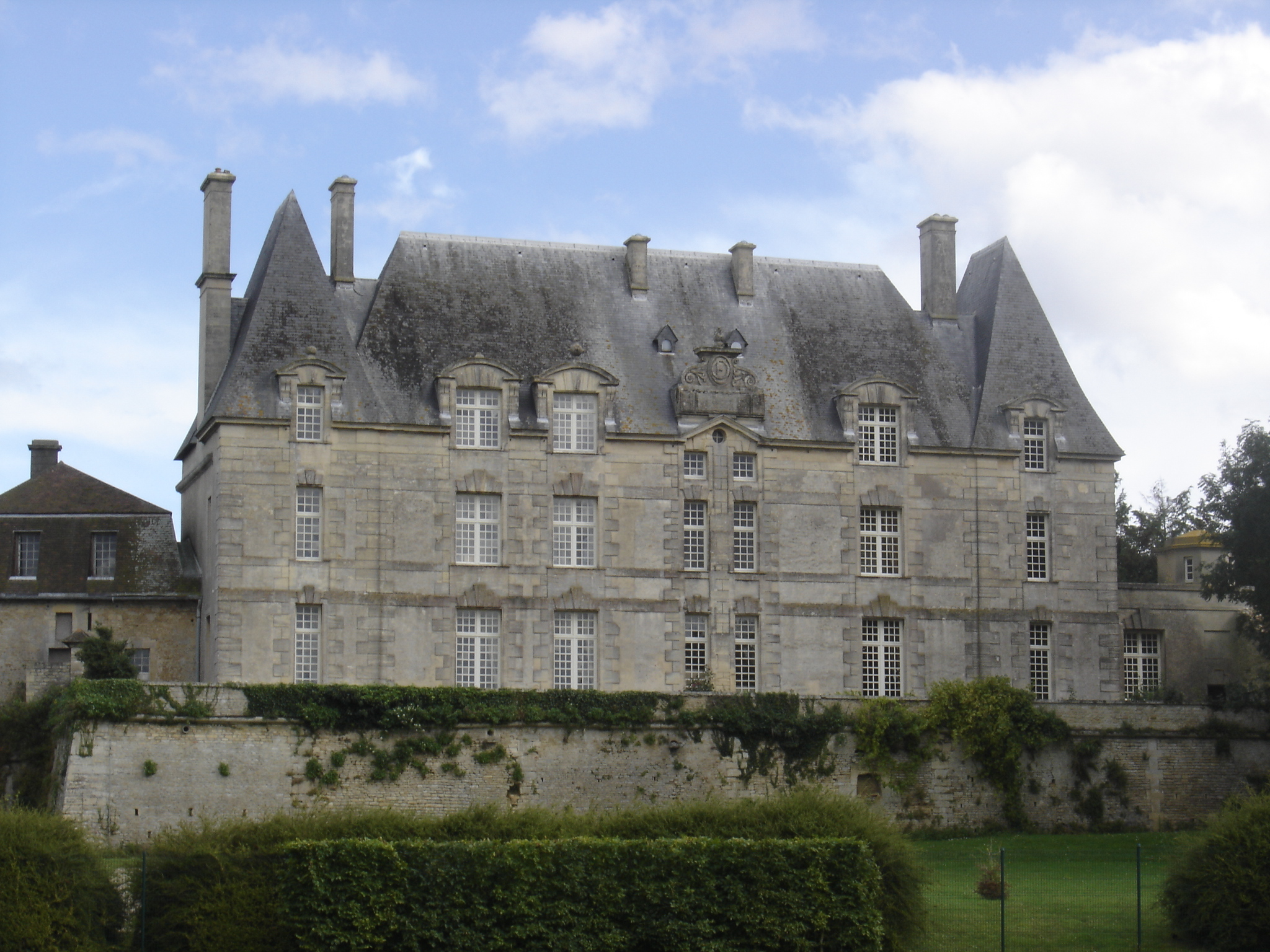
Westfassade des Schlosses Courseulles

- Kirche Saint-Germain aus dem 18. Jahrhundert
- Schloss Courseulles, typischer Bau aus der Zeit Ludwigs XIII., seit 1910 Monument historique
- Anwesen Clerval aus dem 18. Jahrhundert
- Dokumentationszentrum Juno Beach zum Zweiten Weltkrieg
- Windmühle und Taubenschlag am Ufer der Seulles

## Persönlichkeiten
- Rhené-Baton (1879–1940), Dirigent und Komponist (eigtl. René-Emmanuel Baton)
- Eugène Cardine (1905–1988), Benediktiner